# Mesoúnta
Mesoúnta är en ort i Grekland.   Den ligger i prefekturen Nomós Ártas och regionen Epirus, i den centrala delen av landet, 250 km nordväst om huvudstaden Aten. Mesoúnta ligger 725 meter över havet och antalet invånare är 195.
Terrängen runt Mesoúnta är bergig åt sydost, men åt nordväst är den kuperad. Runt Mesoúnta är det glesbefolkat, med 13 invånare per kvadratkilometer. Närmaste större samhälle är Voulgaréli, 13,2 km väster om Mesoúnta. I omgivningarna runt Mesoúnta växer i huvudsak blandskog.